# Bassia (rivière)
La Bassia (en biélorusse : Бася) est une rivière située dans la voblast de Moguilev, au Bélarus, et un affluent de la Pronia, donc un sous-affluent du Dniepr par le Soj. 

## Géographie
La rivière prend sa source sur le plateau de Smolensk, à la frontière entre la voblast de Moguilev et la voblast de Vitebsk. Longue de 104 km, elle traverse les raïons de Horki, de Drybine, de Chklow et de Tchavoussy, où elle se jette dans la Pronia. 
Son bassin versant recouvre une surface de 955 km2. 
La ville de Tchavoussy se situe à 3 km de son embouchure. 
La rivière est connue pour la bataille qui y eut lieu en 1660, lors de la guerre russo-polonaise. 

Au centre, la ville de Tchavoussy, longée par la Bassia.